# The Barber (film, 2002)
Pour les articles homonymes, voir The Barber.
Pour plus de détails, voir Fiche technique et Distribution.
The Barber est un thriller de 2002 qui se déroule en Alaska. Le film s'ouvre sur la voix off du personnage principal dont on va rapidement comprendre qu'il est un tueur en série.

## Synopsis
Avec l'arrivée de la fonte des neiges, le cadavre de Lucy Waters est, accidentellement, retrouvé par des chasseurs. La découverte du corps va réveiller chez son assassin, des pulsions criminelles qui vont le conduire à commettre d'autres meurtres. Le tueur en parfait manipulateur va semer le chaos en poussant les habitants à s'entretuer afin d'écarter les soupçons qui commencent à peser sur lui.

## Distribution
- Malcolm McDowell : Dexter Miles
- Jeremy Ratchford : sheriff Corgan
- Garwin Sanford : agent Crawley
- Brenda James : Sally
- Paul Jarrett : Everett